# Шарар, Абдул Халим
Абдул Халим Шарар (4 сентября 1860, Лакхнау, Британская Индия — 1 декабря 1926, Лакхнау, Британская Индия) — индийский писатель, поэт, драматург, историк. Сочинял произведения на языке урду.

## Биография
Происходил из мусульманской религиозной семьи из Лакхнау. Сын Хакима Таффазула Хусейна, мавлави, который был при дворе Ваджида Али Шаха, набоба Ауда. В 1869 году семья перебирается в Калькутты. Здесь Шарар выучил английский, арабский и персидский языки, логику, знакомился с достижениями западной и персидской литературы. Впоследствии пытался получить профессию медика, впрочем неудачно. Начинает сотрудничать с газетой «Авад Пундж». В 1877 году Шарар вместе с родителями возвращается в Лакхнау.
В 1879 году, через год после женитьбы на дочери дяди по матери отправился в Дели, где получил должность мавлави. Также продолжал совершенствовать английский язык. В 1880 году приглашается для работы в газете «Авад Лакхану», где работал до 1884 года. С середины 1880-х годов начинает профессионально заниматься литературной деятельностью. В 1890-1891 годах видава литературный журнал «Дилгудаз», который был закрыт из-за финансовых трудностей.
После этого переезжает в Хайдарабада на службу к низаму (местному властителю), где находился до 1899 года. В 1900-1901 годах на некоторое время возвращается в родной город, где плодотворно работает. В 1901 году Шарар снова на службе у правителя хайдарабада, с которой увольняется в 1903 году и возвращается в Лакхнау. Впрочем, уже в 1907 году поступает в Департамент советы Хайдарабада. В 1910 году некоторое время снова живет в Лакхнау, впрочем, в следующем году возвращается к Хайдарабада. В 1926 году переехал в Лахнау, где вскоре умер.

## Творчество
В активе Шара есть романы, 1 драма, 1 большая поэма «Мара», которые составлены на языке урду. Наиболее известен как автор исторических романов (всего их 14). Они отличают идеализацией прошлого мусульман, противопоставление их европейским завоевателям, верой в просвещенного властелина, в победу разума и современной научной мысли.
Самые известные романы: «Малик уль-Азиз и Варджана» (1888 год), «Хасан и Анджелика» (1889 год), «Мансур и Мохан» (1890 год), «Флора Флоринда» (1897 год), «Рай на земле» («Фирдаус-е пан», 1899 год), «Падение Багдада» («Завал-е Багдад», 1912 год). Единственным значительным романом является «Ага Садик Барак» 1907 года.
Кроме того он автором значительного исторического сочинения «Гузишта Лакхнау», в котором содержится многочисленные материалы по развитию города и его культуры. В активе также «История Синду».
Автор биографий известных суфиев прошлого Хазрата Абу Бакра Шибли и Хазраьа Джунайда Багдади.